# Centre des congrès de Saint-Étienne
Pour les articles homonymes, voir Centre des congrès.
Le centre de congrès de Saint-Étienne est un lieu d'affaires, de congrès et de spectacles situé à proximité du cours Fauriel, dans les anciens bâtiments de Manufrance. Il peut accueillir au total jusqu'à 2 200 personnes. Il dispose d'un amphithéâtre de 700 places (capacité modulable) et de 17 salles de commissions pouvant accueillir de 15 à 200 personnes.